# Isle of Man TT 1932
De Isle of Man TT 1932 was de eenentwintigste uitvoering van de Isle of Man TT. Ze werd verreden op de Snaefell Mountain Course, een stratencircuit op het eiland Man.

## Algemeen
| 1933 | - Nieuw ronderecord (81,50 mph) in de Senior TT (Jimmie Simpson, Norton). - Nieuw ronderecord (78,62 mph) in de Junior TT (Stanley Woods, Norton). |

In 1932 bekeek prins George (de latere koning George V) de wedstrijden vanaf de tribune bij Creg-ny-Baa. Rudge had de handschoen opgepakt maar Norton won alle podiumplaatsen in de Senior TT, die werd gewonnen door Stanley Woods. In de Junior TT moest Stanley Woods hard knokken tegen de Rudge-coureurs Wal Handley en Henry Tyrell-Smith, maar Woods wist toch te winnen. Rudge stond nog met lege handen en hoopte op de Lightweight TT, maar daar werd Graham Walker verrassend verslagen door de outsider Leo Davenport met een New Imperial.

## Senior TT
Jimmie Simpson leidde de Senior TT aanvankelijk en reed ook de snelste ronde, maar hij werd derde achter zijn teamgenoten Stanley Woods en Jimmie Guthrie.
| Pos | Coureur            | Merk      | Tijd      | Snelheid  |
| --- | ------------------ | --------- | --------- | --------- |
| 1   | Stanley Woods      | Norton    | 3:19"40'0 | 79,38 mph |
| 2   | Jimmie Guthrie     | Norton    | 3:21"59'0 | 78,47 mph |
| 3   | Jimmie Simpson     | Norton    | 3:22"13'0 | 78,38 mph |
| 4   | Ernie Nott         | Rudge     | 3:22"19'0 | 78,34 mph |
| 5   | Charlie Dodson     | Excelsior | 3:25"09'0 | 77,26 mph |
| 6   | Graham Walker      | Rudge     | 3:27"35'0 | 76,36 mph |
| 7   | John Duncan        | Cotton    | 3:29"08'0 | 75,79 mph |
| 8   | Henry Tyrell-Smith | Rudge     | 3:29"23'0 | 75,70 mph |
| 9   | Arthur Simcock     | Sunbeam   | 3:38"56'0 | 72,40 mph |
| 10  | Gilbert Emery      | Sunbeam   | 3:39"02'0 | 72,36 mph |
| 11  | F. Franconi        | Velocette | 3:40"37'0 | 71,84 mph |
| 12  | J. Pringle         | Norton    | 3:41"44'0 | 71,48 mph |
| 13  | Vic Brittain       | Sunbeam   | 3:42"47'0 | 71,15 mph |
| 14  | F. Brand           | Jawa      | 3:47"12'0 | 69,76 mph |
| 15  | Frank Longman      | Douglas   | 3:49"45'0 | 68,99 mph |
| 16  | P. Walls           | Rudge     | 3:51"35'0 | 68,44 mph |
| 17  | D. Brewster        | Excelsior | 3:53"07'0 | 67,99 mph |
| 18  | Ted Merrill        | Excelsior | 3:53"58'0 | 67,74 mph |

| Coureur          | Merk      | Oorzaak |
| ---------------- | --------- | ------- |
| Syd Crabtree     | Excelsior |         |
| Wal Handley      | Rudge     | Val     |
| Percy "Tim" Hunt | Norton    |         |
| Paddy Johnston   | Cotton    |         |
| Jimmy Lind       | Velocette |         |
| Harry Meageen    | Norton    |         |

## Junior TT
Stanley Woods won de Junior TT niet zo makkelijk dan later in de week de Senior TT. In de Junior werd hij voortduren opgejaagd door Wal Handley en Henry Tyrell-Smith. Woods reed echter een nieuw ronderecord en aan het einde had hij exact twee minuten voorsprong op Handley.
| Pos | Coureur            | Merk         | Tijd      | Snelheid  |
| --- | ------------------ | ------------ | --------- | --------- |
| 1   | Stanley Woods      | Norton       | 3:25"25'0 | 77,16 mph |
| 2   | Wal Handley        | Rudge        | 3:27"25'0 | 76,36 mph |
| 3   | Henry Tyrell-Smith | Rudge        | 3:34"08'0 | 74,02 mph |
| 4   | Charlie Dodson     | Excelsior    | 3:36"14'0 | 73,30 mph |
| 5   | Graham Walker      | Rudge        | 3:36"54'0 | 73,08 mph |
| 6   | Les Archer         | Velocette    | 3:40"00'0 | 72,05 mph |
| 7   | Leo Davenport      | New Imperial | 3:40"20'0 | 71,94 mph |
| 7   | Alec Bennett       | Velocette    | 3:40"20'0 | 71,94 mph |
| 9   | Syd Gleave         | New Imperial | 3:45"14'0 | 70,37 mph |
| 10  | Jack Williams      | Velocette    | 3:49"23'0 | 69,10 mph |
| 11  | E. Self            | Velocette    | 3:57"01'0 | 68,32 mph |
| 12  | D. Brewster        | Velocette    | 3:59"38'0 | 66,14 mph |
| 13  | Otto Steinfellner  | Rudge        | 3:59"39'0 | 66,13 mph |
| 14  | C. Barrow          | OK Supreme   | 4:01"02'0 | 65,76 mph |

| Coureur          | Merk         | Oorzaak |
| ---------------- | ------------ | ------- |
| Jimmie Guthrie   | Norton       |         |
| Percy "Tim" Hunt | Norton       |         |
| Jimmy Lind       | Velocette    |         |
| Frank Longman    | Excelsior    |         |
| Harry Meageen    | Velocette    |         |
| Ted Mellors      | New Imperial |         |
| Ted Merrill      | Excelsior    |         |
| Ernie Nott       | Rudge        |         |
| Jimmie Simpson   | Norton       |         |
| Harold Willis    | Velocette    |         |

## Lightweight TT
Men verwachtte in elk geval een overwinning voor Rudge, dat pas in 1931 een nieuwe 250cc-racer had uitgebracht. In plaats daarvan won een outsider, Leo Davenport, met een New Imperial. Davenport lag aan het einde van de eerste ronde nog op de vijfde plaats, maar vocht zich naar voren om de Rudge-rijders Graham Walker en Wal Handley te verslaan.
| Pos | Coureur          | Merk         | Tijd      | Snelheid  |
| --- | ---------------- | ------------ | --------- | --------- |
| 1   | Leo Davenport    | New Imperial | 3:44"53'0 | 70,48 mph |
| 2   | Graham Walker    | Rudge        | 3:46"13'0 | 70,07 mph |
| 3   | Wal Handley      | Rudge        | 3:46"53'0 | 69,86 mph |
| 4   | Tommy Spann      | New Imperial | 3:52"55'0 | 68,05 mph |
| 5   | Chris Tattersall | CTS          | 4:01"36'0 | 65,61 mph |
| 6   | D. Fairweather   | Cotton       | 4:06"10'0 | 64,39 mph |
| 7   | Jimmy Lind       | OK Supreme   | 4:13"43'0 | 62,47 mph |
| 8   | H. Warburton     | Excelsior    | 4:26"42'0 | 59,43 mph |

| Coureur        | Merk       | Oorzaak |
| -------------- | ---------- | ------- |
| C. Barrow      | OK Supreme |         |
| Syd Crabtree   | Excelsior  |         |
| George Himing  | Rudge      |         |
| Paddy Johnston | Cotton     |         |
| Frank Longman  | Excelsior  |         |
| Ernie Nott     | Rudge      |         |
| Joe Sarkis     | OK Supreme |         |
| Jack Williams  | Rudge      |         |

## Trivia

#### Handley's Corner
De S-bocht Handley's Corner dankt zijn naam aan de coureur Wal Handley. In 1932 was Handley in topvorm. Hij werd tweede in de Lightweight TT en derde in de Junior TT. In de Senior TT viel hij echter bij Ballamenagh Corner in de buurt van Kirk Michael. Handley reed ongeveer 135 km/h en remde hard voor de S-bocht, maar zijn voorwiel blokkeerde en de Rudge vloog over de kop. Handley bleef (tijdelijk) verlamd op de weg liggen, naast de motorfiets waarvan het gas nog vol open stond. Bovendien lekte er benzine uit de tank, waardoor Handley zelf doorweekt werd en bang was voor brand. Dat gebeurde gelukkig niet en enige uren later kon Handley in Nobles Hospital in Douglas zijn verhaal met zijn gebruikelijke humor vertellen aan Geoff Davison, een voormalig coureur en in die tijd al kroniekschrijver van de TT-races. Aanvankelijk kreeg de boerderij aan de linkerkant van de weg de naam "Handley's Cottage", maar toen die de nieuwe naam "Smithy Cottage" kreeg werd de bocht zelf "Handley's Corner" genoemd. Handley zelf gaf als oorzaak van het ongeluk dat zijn motor niet goed liep en dat hij daardoor misschien te veel risico had genomen. In die tijd waren er nog weinig marshals bij deze bocht en Handley werd geholpen door een bewoner van een naburige cottage.
1907 · 1908 · 1909 · 1910 · 1911 · 1912 · 1913 · 1914 · Eerste Wereldoorlog · 1920 · 1921 · 1922 · 1923 · 1924 · 1925 · 1926 · 1927 · 1928 · 1929 · 1930 · 1931 · 1932 · 1933 · 1934 · 1935 · 1936 · 1937 · 1938 · 1939 · Tweede Wereldoorlog · 1947 · 1948 · 1949 · 1950 ·1951 · 1952 · 1953 · 1954 · 1955 · 1956 · 1957 · 1958 · 1959 · 1960 · 1961 · 1962 · 1963 · 1964 · 1965 · 1966 · 1967 · 1968 · 1969 · 1970 · 1971 · 1972 · 1973 · 1974 · 1975 · 1976 · 1977 · 1978 · 1979 · 1980 · 1981 · 1982 · 1983 · 1984 · 1985 · 1986 · 1987 · 1988 · 1989 · 1990 · 1991 · 1992 · 1993 · 1994 · 1995 · 1996 · 1997 · 1998 · 1999 · 2000 · 2002 · 2003 · 2004 · 2005 · 2006 · 2007 · 2008 · 2009 · 2010 · 2011 · 2012 · 2013 · 2014